# Рудник Bienvenue
Рудник Bienvenue — гірничодобувний майданчик у Меланезії на острові Нова Каледонія (заморське володіння Франції).
Є відомості, що видобуток високоякісної сапролітової нікелевої руди вели в копальні Bienvenue близько семи десятків років (з перервами).
У 1990-му права на копальню отримала компанія JCBerton Mines (JCBM), що організувала розробку покладів лімонітової руди, споживачем якої виступав металургійний майданчик у австралійському Таунсвіллі. Станом на 1997 рік запаси цієї руди оцінювались у 6 млн тонн, що при зазначеному в контракті рівні поставок у 0,45 млн тонн на рік мало вистачити до 2008 року.
Розробка велась традиційним для Нової Каледонії відкритим способом.